# کنی ساترفیلد
کنی ساترفیلد (انگلیسی: Kenny Satterfield؛ زادهٔ ۱۰ آوریل ۱۹۸۱) بازیکن بسکتبال اهل ایالات متحده آمریکا است.
از باشگاه‌هایی که در آن بازی کرده‌است می‌توان به دنور ناگتس و فیلادلفیا سونتی‌سیکسرز اشاره کرد.